# Marlene-Hose
Marlene-Hose, auch Marlene-Dietrich-Hose, ist ein Fachbegriff aus der Mode und bezeichnet eine aus der Herrenmode entlehnte, weite, geradefallende Anzughose aus besonders weichen Wollstoffen und einer großen Fußweite bis 54 cm. Die Bezeichnung geht auf die deutsche Filmschauspielerin Marlene Dietrich zurück und wurde etwa seit 1932 in Modezeitschriften benutzt.

## Hintergrund

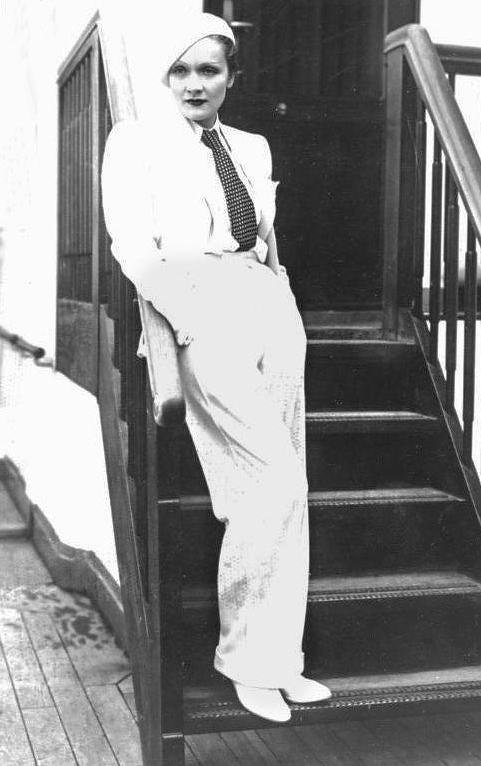
Marlene Dietrich (1933)

Ursprünglich war die Marlene-Hose aus weichfallendem Wollstoff gefertigt, später auch aus feinen Kammgarnstoffen. Sie orientierte sich streng am Stil der klassischen Männeranzughose, die bis zur Taille hochgeschnitten, mit Bundfalten und mit Bananentaschen oder französischer Eingriffstasche ausgestattet war. Im Original endete die Hose mit der großen Fußweite bis 54 cm knapp über dem Boden oder auf halber Absatzhöhe. Seitdem hat die Hosenform eine große Gestaltungsvielfalt erlebt. Modische Varianten sind mitunter nur knöchellang oder kürzer. Auch das Material variiert seither zu stärker fließenden und weniger klassischen Anzugstoffen.
In Filmklassikern wie Marokko (1930) und Blonde Venus (1932) von Josef von Sternberg trug Marlene Dietrich zur weiten Männerhose Frack, Weste und Zylinder und wirkte dennoch weiblich. Welches Mitspracherecht sie selber an der Kostümauswahl in den Filmen hatte, ist ungeklärt.
Die Modejournalistin Else Meissner hatte 1933 über Marlene Dietrichs Inspiration geschrieben: „Manche sagen, ihr Manager trüge die Schuld, andere wiederum meinen, es sei die Laune einer verwöhnten Frau, die Marlene Dietrich veranlaßt hat, ihre anerkannt schönen Beine in lange, nach der neuesten Herrenmode zugeschnittene Beinkleider zu stecken. Sie selbst behauptet lächelnd, daß vom Hauspyjama zum Abendsmoking nur ein kleiner Schritt wäre, den zu tun allerdings des Mutes bedürfe …“ Sie sprach von ihrer „aufrichtigen Vorliebe für Männerkleidung“, dass sie darin „anziehender wirke“ und war überzeugt davon, „in dieser Kleidung vollkommene Freiheit und Bequemlichkeit“ zu haben.
Weshalb sie Männerkleidung bevorzuge, umschrieb sie mit dem ihr eigenen Pragmatismus. Sie wolle keine Sensation erregen und keine Revolution gegen die Frauenkleidung hervorrufen, sondern Frauenkleidung erfordere so viel Zeit und sei so ermüdend, weil Hüte, Schuhe, Handtaschen, Schals und anderes zusammenpassen müssten. „Das verlangt viel Nachdenken und genaueste Auswahl, und dazu habe ich wirklich weder Zeit noch Interesse dafür. Und jeden Monat wechselt die Mode. Und man muß von neuem beginnen.“
Sie begann nach eigener Aussage erst im Sommer 1932, Männerkleidung in der Öffentlichkeit zu tragen. „Es war eigentlich nur eine Bequemlichkeitsangelegenheit.“ Selbst ihrer Tochter ließ Marlene Dietrich ähnliche Anzüge fertigen, damit sie sich „viel freier und ungehemmter“ fühle. „Um das, was die Leute darüber reden, bekümmere ich mich nicht. Ich will nur hoffen, daß auch andere Frauen bald versuchen werden, Herrenanzüge an Stelle der Damenkleider zu tragen, und daß sie dabei dieselben Annehmlichkeiten empfinden wie ich und sich dessen freuen, daß sie frei geworden sind von allem Zwang und von der Konvention der Frauenmode.“
Marlene Dietrich bewirkte mit ihrer Vorliebe für männlich anmutende Hosenanzüge und Accessoires wie Westen, Krawatten und breitkrempigen Hüten, dass ihr persönlicher Bekleidungsstil von Schauspielerinnen, Künstlerinnen und avantgardistischen Frauen in den Modemetropolen Paris, London und Hollywood vielfach nachgeahmt und international in der Frauenmode übernommen wurde. Die Sensation ihrer äußeren Erscheinung wirkt nach, indem sie der Modewelt einen ewigen Look hinterlassen hat. Sie wurde zur Stilikone, ihre Adaption der Männerkleidung zum Fachbegriff. „Männerkleidung und die Imitation des Maskulinen hatte sich seit den 1920er-Jahren angedeutet, wirkte unter Marlene Dietrichs Einfluß wie eine Initialzündung auf die Damenwelt. Modedesigner kommen nicht umhin, sich an ihrem Stil zu orientieren. Die weite Hose mit Bundfalten und einem Hosenaufschlag wird künftig als Marlene-Hose in die Annalen der Modegeschichte eingehen. Das gehört zu den Einmaligkeiten dieses Modejahrhunderts …“